# Wieża Bismarcka w Lisewie
Wieża Bismarcka w Lisewie – nieistniejąca już wieża Bismarcka, znajdująca się w Lisewie. Nie jest znane dokładne miejsce jej postawienia ani data jej zburzenia.

## Historia
Wieża została wybudowana przez K. Plehna na jego posesji w Lisewie. Uroczystego otwarcia dokonano 13 lipca 1899 roku.

## Dane techniczne
- wysokość: 3 metry
- wykonanie: misa ogniowa na szczycie
- koszt: 200 marek